# Flajšnerka
Flajšnerka je usedlost v Praze 9-Vysočanech v ulici Na Jetelce.
Stojí ve svahu po pravé straně cesty z Vysočan na Prosek. Naproti, na druhé straně cesty, stála zaniklá usedlost Jetelka.

## Historie
Na jižním svahu nad Vysočany bývaly vinice již ve 14. století. V té době zde existoval samostatný deskový statek, ke kterému patřilo 61 hektarů pozemků. Tuto rozsáhlou usedlost včetně Jetelky drželi na konci 19. století Matylda Pleschnerová z Eichstädtu a Jan Švejda.
V 1. polovině 19. století byla hlavní obytná budova neorenesančně přestavěna. Do dvoupatrové symetrické stavby zakryté sedlovou střechou se vcházelo západním vstupním portálem s trojosým průčelím. Na jižní straně byla stavba ozdobena bohatým arkýřem neseným čtyřmi konzolami s rostlinným dekorem. Okolo vily se rozkládal anglický park. Do dvora se vjíždělo vjezdovou bránou, kterou ohraničovaly pilíře s mohutnými klasicistními vázami. Dalšími stavbami byly skleník, klenuté chlévy s mansardovou střechou, stodola, domek šafáře a vinný sklep. Pozemek byl ve svahu a rozdíl úrovní byl vyrovnán terasami. Branku na terasách zdobily dvě okřídlené masky, okrouhlý dórský pavilon s dřevěnými sloupy měl rákosovou kupoli krytou šindelem.
Od roku 1896 do roku 1902 zde bydlel Emil Kolben s rodinou. 
Roku 1965 při výstavbě estakády z Vysočan na Prosek byla většina objektů zbořena, zachována zůstala pouze hlavní neorenesanční vila, vinný sklípek, obydlí šafáře a stáje.